# NHL Entry Draft 1980
NHL Entry Draft 1980 był 18. draftem NHL w historii. Odbył się w dniu 11 czerwca w Forum de Montréal w Montrealu.

## Draft 1980

### Runda 1
| # | Zawodnik              | Narodowość | Drużyna NHL                              | Klub macierzysty            |
| - | --------------------- | ---------- | ---------------------------------------- | --------------------------- |
| 1 | Doug Wickenheiser (C) | Kanada     | Montreal Canadiens (z Colorado Rockies)  | Regina Pats (WHL)           |
| 2 | Dave Babych (O)       | Kanada     | Winnipeg Jets                            | Portland Winter Hawks (WHL) |
| 3 | Denis Savard (C)      | Kanada     | Chicago Black Hawks (z Quebec Nordiques) | Montreal Juniors (QMJHL)    |
| 4 | Larry Murphy (O)      | Kanada     | Los Angeles Kings (z Detroit Red Wings)  | Peterborough Petes (OHA)    |
| 5 | Darren Veitch (O)     | Kanada     | Washington Capitals                      | Regina Pats (WHL)           |
| 6 | Paul Coffey (O)       | Kanada     | Edmonton Oilers                          | Kitchener Rangers (OHA)     |

### Runda 4
| #  | Zawodnik        | Narodowość | Drużyna NHL     | Klub macierzysty |
| -- | --------------- | ---------- | --------------- | ---------------- |
| 69 | Jari Kurri (PS) | Finlandia  | Edmonton Oilers | Jokerit          |

### Runda 5
| #  | Zawodnik          | Narodowość | Drużyna NHL     | Klub macierzysty           |
| -- | ----------------- | ---------- | --------------- | -------------------------- |
| 90 | Walt Poddubny (C) | Kanada     | Edmonton Oilers | Kingston Canadians (QMJHL) |

### Runda 7
| #   | Zawodnik      | Narodowość | Drużyna NHL     | Klub macierzysty        |
| --- | ------------- | ---------- | --------------- | ----------------------- |
| 132 | Andy Moog (B) | Kanada     | Edmonton Oilers | Billings Bighorns (WHL) |

### Runda 9
| #   | Zawodnik        | Narodowość | Drużyna NHL    | Klub macierzysty |
| --- | --------------- | ---------- | -------------- | ---------------- |
| 181 | Håkan Loob (PS) | Szwecja    | Calgary Flames | Karlskrona IK    |

Legenda: B – bramkarz, O – obrońca, C – center, LS – lewoskrzydłowy, PS – prawoskrzydłowy.